# Интеграција избеглица
Интеграција избеглица је узајаман, динамичан и континуиран процес, који захтева напоре свих укључених страна и који подразумева спремност избеглица да се прилагоде начину живота друштва државе пријема, а да притом не морају да се одрекну свог културног идентитета, као и одговарајућу спремност држава пријема да буду гостољубиве и да одговоре на потребе избеглица.

## Процес интеграције избеглица
Процес интеграције је вишеслојан и постепен, састављен од различитих, али међусобно повезаних правних, економских, социјалних и културних димензија, од којих су све важне како би се избеглице оствариле као пуноправни чланова друштва. Интеграција подразумева много више од обезбеђивања основних потреба избеглица. Овим особама неопходан је широк спектар услуга у области здравља, запошљавања, образовања и социјалне заштите. Потребе се гарантују дефинисањем и спровођењем квалитетних програма који омогућавају избеглицама и њиховим породицама да уживају једнака права и могућности у држави у којој се налазе. Да би се такви програми интеграције обезбедили, владе, општине, организације цивилног друштва, приватни сектор, чланови друштва државе пријема као и саме избеглице, морају да раде заједно и да редовно комуницирају.

## Интеграција избеглица у Републици Србији
У Републици Србији, Закон о азилу и привременој заштити прописује избеглицама право на помоћ при интеграцији.  Како се наводи у закону, право на помоћ у интеграцији подразумева да Република Србија у оквиру својих могућности обезбеди услове за укључивање избеглица у друштвени, културни и привредни живот.
Процес интеграције избеглица у Србији даље уређује Уредба о начину укључивања у друштвени, културни и привредни живот лица којима је одобрено право на азил (Уредба о интеграцији). Укључивање се остварује кроз информисање, учење српског језика, упознавање са српском историјом и културом, помоћ при укључивању у образовни систем, остваривање права на здравствену и социјалну заштиту и помоћ при укључивању на тржиште рада. Ове активности обезбеђује Комесаријат за избеглице и миграције РС (Комесаријат). Комесаријат је задужен за израду плана интеграције за избеглице, како би се по признању права на азил олакшало њихово укључивање у друштвени, културни и привредни живот. План интеграције се израђује појединачно за сваку избеглицу.
Овај план се доноси на период од једне године и садржи све релевантне информације као што су пол, године старости, ниво образовања, породични статус, занимање, радно искуство, као и предлог врсте и обима потребне помоћи. Поред израде плана, Комесаријат редовно прати реализацију плана интеграције и по потреби предлаже његове измене.

## Информисање избеглица
Информисање избеглица подразумева пружање информација о њиховим правима, могућностима и обавезама на језику који особа разуме. Информисање се врши путем информативног материјала, који може бити у штампаном или електронском облику. Такође, Комесаријат је дужан да, на захтев, пружи све релевантне информације и усмено.
Информативни материјал укључује све релевантне информације у области запошљавања, образовања и личног усавршавања, као и информације о постојећим програмима и пројектима намењеним њиховом укључивању у друштвени, културни и привредни живот. Комесаријат припрема овај материјал у сарадњи са надлежним министарствима и релевантним институцијама. 

## Учење српског језика и упознавање са српском културом
Познавање језика државе пријема кључан је предуслов за приступ избеглица различитим услугама као што су здравствена заштита, образовање, запослење и социјална помоћ. Након што им је признато право на азил, избеглице у Србији се морају пријавити Комесаријату за похађање часова, који их потом организује. Поред обезбеђивања часова српског језика, Комесаријат избеглице у Србији укључује у програме упознавања са српском културом, историјом и уставним поретком.

## Помоћ при укључивању у образовни систем
Образовањe омогућава избеглицама развој вештина, психолошку подршку, социјализацију, остваривање једнакости и бољу позицију на тржишту рада када се јави потреба за запошљавањем. У Србији, Комесаријат за избеглице и миграције је надлежан за пружање помоћи деци и одраслим неписменим избеглицама при њиховом укључивању у образовни систем Републике Србије. Комесаријат ову помоћ остварује кроз обезбеђивање уџбеника и школског прибора, подршку при започињању процедуре признавања страних школских исправа, као и подршку при учењу. Такође, Комесаријат пружа и финансијску помоћ како би се деца могла укључити у ваннаставне активности, у сарадњи са школама и удружењима.
За одрасла неписмена лица, Комесаријат обезбеђује помоћ при укључивању у програме описмењавања одраслих. Ова помоћ омогућава одраслима да стекну основне вештине читања и писања, што је кључно за њихову даљу интеграцију у друштво.

## Укључивање на тржиште рада
Економска самосталност такође је важна за успешну интеграцију избеглица. Запослење не само да обезбеђује економску стабилност, већ има и снажан утицај на могућност равноправног учешћа у друштву и развој пријатељстава и социјалних мрежа. Радно место пружа прилику за упознавање са културом и обичајима друштва домаћина, омогућава свакодневну комуникацију на језику те земље, и такође помаже у учењу језика.
У оквиру помоћи при интеграцији, избеглице у Србији имају право на подршку при укључивању на тржиште рада. Комесаријат у складу са тим пружа асистенцију у прибављању потребних докумената за пријаву на евиденцију Националне службе за запошљавање и агенција за запошљавање, помоћ у започињању процедуре признавања страних школских исправа, као и обезбеђивање додатног образовања и обука у складу са потребама тржишта рада.

## Једнократна новчана помоћ
У случајевима посебне социјалне или здравствене потребе Комесаријат за избеглице и миграције Републике Србије је надлежан да обезбеди једнократну новчану помоћ избеглицама. Ова помоћ се може пружити најдуже за период од једне године од дана када решење којим се одобрава право на азил постане правоснажно.
Једнократна новчана помоћ се додељује на захтев. Процедуру за добијање ове помоћи, као и њену висину, утврђује комесар, чиме се осигурава да лица у потреби добију адекватну подршку у складу са њиховим специфичним околностима.